# 麟書
麟書（1829年—1898年），爱新觉罗氏，字厚甫，号芝弇、又作芝葊。清宗室，滿洲正藍旗人，豫亲王多铎后代。文淵閣大學士、武英殿大學士，进士出身。

## 生平
道光二十九年己酉科举人，咸豐三年（1853年）進士，籤分宗人府主事。曾任盛京礼部侍郎、吏部尚書、協辦大學士、文淵閣大學士、武英殿大學士、考試御史閱卷大臣、殿試讀卷大臣、貢士朝考閱卷大臣等。光緒二十四年（1898年），卒。諡文慎，贈太子太保銜，入祀賢良祠。
门生有内务府正黄旗汉军、光緒十五年（1889年）己丑科进士杨钟羲。

## 家庭
- 曾祖和碩豫良親王修齡。嫡福晋富察氏（父镶黄旗满洲承恩公傅文，姑母高宗孝贤纯皇后）。
- 祖父已革豫親王裕豐。嫡妻富察氏（父镶黄旗满洲、山東巡撫明興 (清朝)，祖父正黃旗蒙古都統廣成，曾祖察哈爾總管李榮保）。
- 父宗室善循，刑部員外郎。母嫡妻董鄂氏（父正黄旗满洲、乾隆三十七年（1772年）壬辰科进士鐵保）
- 嫡妻戴佳氏鍾福之女。
- 子宗室英綿，鴻臚寺卿。嫡妻鄂卓氏文慶之女。